# قايير (أرومية)
قايير (بالكردية: قایێر) هي إحدى القرى التابعة لـمرغور في ريف قسم سيلوانه من مقاطعة أرومية، في محافظة أذربیجان الغربیة الإيرانية.

## السكان
حسب إحصاءات سنة 2006، بلغ إجمالي السكان في قايير 1059 نسمة وعدد المساكن 180 مسكن. لغة سكان قايير هي اللغة الكردية و هم من أهل السنة والجماعة والمذهب الشافعي.